# Селезнёв, Алексей Сергеевич
Алексе́й Серге́евич Селезнёв (1888, Тамбов — 1967, Бордо) — российский, позднее французский шахматист и шахматный композитор.

## Биография
Начал выступать в московских соревнованиях: чемпионат Москвы (1910) — 2-е; 1913 — 1-2-е места. Участник побочного турнира международного шахматного конгресса в Мангейме (1914); с началом войны он вместе с другими русскими шахматистами был интернирован в Германии. Выступал во всех турнирах русских военнопленных; лучший результат — 2-е место (1915). Сыграл вничью матч с Х. Фарни — 3 : 3 (1916; +2 −2 =2) и выиграл матч у К. Барделебена — 4 : 2 (1920; +2 −0 =4), занял 2-е и 1-е место в «четверных турнирах» в Берлине (1919); по итогам этих соревнований удостоен звания мастера. Международные турниры в Остраве (1923) — 4-е и в Мерано (1924) — 4-5-е места.
В 1924 году вернулся в СССР. Успешно выступил в 3-м чемпионате страны (1924): 6-8-е места. Победитель турнира на первенство Украины (1927; вне конкурса).
В 1942 году город Донецк (тогда называвшийся «Сталино»), где жил Селезнёв, был оккупирован гитлеровской армией. Селезнёв некоторое время работал переводчиком в местной управе; с подходом советских войск он, опасаясь обвинения в коллаборационизме, при помощи эмигранта Е. Д. Боголюбова перебрался сначала к нему в Триберг, а затем во Францию, где и остался до конца жизни.

## Избранные этюды
|   | a | b | c | d | e | f | g | h |   |
| - | --- | --- | --- | --- | --- | --- | --- | --- | - |
| 8 | d8 белая ладья · a7 чёрная пешка · c7 чёрная пешка · g7 чёрный конь · a6 чёрный король · d6 чёрная пешка · a5 белая пешка · a4 белый король · c4 белая пешка | d8 белая ладья · a7 чёрная пешка · c7 чёрная пешка · g7 чёрный конь · a6 чёрный король · d6 чёрная пешка · a5 белая пешка · a4 белый король · c4 белая пешка | d8 белая ладья · a7 чёрная пешка · c7 чёрная пешка · g7 чёрный конь · a6 чёрный король · d6 чёрная пешка · a5 белая пешка · a4 белый король · c4 белая пешка | d8 белая ладья · a7 чёрная пешка · c7 чёрная пешка · g7 чёрный конь · a6 чёрный король · d6 чёрная пешка · a5 белая пешка · a4 белый король · c4 белая пешка | d8 белая ладья · a7 чёрная пешка · c7 чёрная пешка · g7 чёрный конь · a6 чёрный король · d6 чёрная пешка · a5 белая пешка · a4 белый король · c4 белая пешка | d8 белая ладья · a7 чёрная пешка · c7 чёрная пешка · g7 чёрный конь · a6 чёрный король · d6 чёрная пешка · a5 белая пешка · a4 белый король · c4 белая пешка | d8 белая ладья · a7 чёрная пешка · c7 чёрная пешка · g7 чёрный конь · a6 чёрный король · d6 чёрная пешка · a5 белая пешка · a4 белый король · c4 белая пешка | d8 белая ладья · a7 чёрная пешка · c7 чёрная пешка · g7 чёрный конь · a6 чёрный король · d6 чёрная пешка · a5 белая пешка · a4 белый король · c4 белая пешка | 8 |
| 7 | d8 белая ладья · a7 чёрная пешка · c7 чёрная пешка · g7 чёрный конь · a6 чёрный король · d6 чёрная пешка · a5 белая пешка · a4 белый король · c4 белая пешка | d8 белая ладья · a7 чёрная пешка · c7 чёрная пешка · g7 чёрный конь · a6 чёрный король · d6 чёрная пешка · a5 белая пешка · a4 белый король · c4 белая пешка | d8 белая ладья · a7 чёрная пешка · c7 чёрная пешка · g7 чёрный конь · a6 чёрный король · d6 чёрная пешка · a5 белая пешка · a4 белый король · c4 белая пешка | d8 белая ладья · a7 чёрная пешка · c7 чёрная пешка · g7 чёрный конь · a6 чёрный король · d6 чёрная пешка · a5 белая пешка · a4 белый король · c4 белая пешка | d8 белая ладья · a7 чёрная пешка · c7 чёрная пешка · g7 чёрный конь · a6 чёрный король · d6 чёрная пешка · a5 белая пешка · a4 белый король · c4 белая пешка | d8 белая ладья · a7 чёрная пешка · c7 чёрная пешка · g7 чёрный конь · a6 чёрный король · d6 чёрная пешка · a5 белая пешка · a4 белый король · c4 белая пешка | d8 белая ладья · a7 чёрная пешка · c7 чёрная пешка · g7 чёрный конь · a6 чёрный король · d6 чёрная пешка · a5 белая пешка · a4 белый король · c4 белая пешка | d8 белая ладья · a7 чёрная пешка · c7 чёрная пешка · g7 чёрный конь · a6 чёрный король · d6 чёрная пешка · a5 белая пешка · a4 белый король · c4 белая пешка | 7 |
| 6 | d8 белая ладья · a7 чёрная пешка · c7 чёрная пешка · g7 чёрный конь · a6 чёрный король · d6 чёрная пешка · a5 белая пешка · a4 белый король · c4 белая пешка | d8 белая ладья · a7 чёрная пешка · c7 чёрная пешка · g7 чёрный конь · a6 чёрный король · d6 чёрная пешка · a5 белая пешка · a4 белый король · c4 белая пешка | d8 белая ладья · a7 чёрная пешка · c7 чёрная пешка · g7 чёрный конь · a6 чёрный король · d6 чёрная пешка · a5 белая пешка · a4 белый король · c4 белая пешка | d8 белая ладья · a7 чёрная пешка · c7 чёрная пешка · g7 чёрный конь · a6 чёрный король · d6 чёрная пешка · a5 белая пешка · a4 белый король · c4 белая пешка | d8 белая ладья · a7 чёрная пешка · c7 чёрная пешка · g7 чёрный конь · a6 чёрный король · d6 чёрная пешка · a5 белая пешка · a4 белый король · c4 белая пешка | d8 белая ладья · a7 чёрная пешка · c7 чёрная пешка · g7 чёрный конь · a6 чёрный король · d6 чёрная пешка · a5 белая пешка · a4 белый король · c4 белая пешка | d8 белая ладья · a7 чёрная пешка · c7 чёрная пешка · g7 чёрный конь · a6 чёрный король · d6 чёрная пешка · a5 белая пешка · a4 белый король · c4 белая пешка | d8 белая ладья · a7 чёрная пешка · c7 чёрная пешка · g7 чёрный конь · a6 чёрный король · d6 чёрная пешка · a5 белая пешка · a4 белый король · c4 белая пешка | 6 |
| 5 | d8 белая ладья · a7 чёрная пешка · c7 чёрная пешка · g7 чёрный конь · a6 чёрный король · d6 чёрная пешка · a5 белая пешка · a4 белый король · c4 белая пешка | d8 белая ладья · a7 чёрная пешка · c7 чёрная пешка · g7 чёрный конь · a6 чёрный король · d6 чёрная пешка · a5 белая пешка · a4 белый король · c4 белая пешка | d8 белая ладья · a7 чёрная пешка · c7 чёрная пешка · g7 чёрный конь · a6 чёрный король · d6 чёрная пешка · a5 белая пешка · a4 белый король · c4 белая пешка | d8 белая ладья · a7 чёрная пешка · c7 чёрная пешка · g7 чёрный конь · a6 чёрный король · d6 чёрная пешка · a5 белая пешка · a4 белый король · c4 белая пешка | d8 белая ладья · a7 чёрная пешка · c7 чёрная пешка · g7 чёрный конь · a6 чёрный король · d6 чёрная пешка · a5 белая пешка · a4 белый король · c4 белая пешка | d8 белая ладья · a7 чёрная пешка · c7 чёрная пешка · g7 чёрный конь · a6 чёрный король · d6 чёрная пешка · a5 белая пешка · a4 белый король · c4 белая пешка | d8 белая ладья · a7 чёрная пешка · c7 чёрная пешка · g7 чёрный конь · a6 чёрный король · d6 чёрная пешка · a5 белая пешка · a4 белый король · c4 белая пешка | d8 белая ладья · a7 чёрная пешка · c7 чёрная пешка · g7 чёрный конь · a6 чёрный король · d6 чёрная пешка · a5 белая пешка · a4 белый король · c4 белая пешка | 5 |
| 4 | d8 белая ладья · a7 чёрная пешка · c7 чёрная пешка · g7 чёрный конь · a6 чёрный король · d6 чёрная пешка · a5 белая пешка · a4 белый король · c4 белая пешка | d8 белая ладья · a7 чёрная пешка · c7 чёрная пешка · g7 чёрный конь · a6 чёрный король · d6 чёрная пешка · a5 белая пешка · a4 белый король · c4 белая пешка | d8 белая ладья · a7 чёрная пешка · c7 чёрная пешка · g7 чёрный конь · a6 чёрный король · d6 чёрная пешка · a5 белая пешка · a4 белый король · c4 белая пешка | d8 белая ладья · a7 чёрная пешка · c7 чёрная пешка · g7 чёрный конь · a6 чёрный король · d6 чёрная пешка · a5 белая пешка · a4 белый король · c4 белая пешка | d8 белая ладья · a7 чёрная пешка · c7 чёрная пешка · g7 чёрный конь · a6 чёрный король · d6 чёрная пешка · a5 белая пешка · a4 белый король · c4 белая пешка | d8 белая ладья · a7 чёрная пешка · c7 чёрная пешка · g7 чёрный конь · a6 чёрный король · d6 чёрная пешка · a5 белая пешка · a4 белый король · c4 белая пешка | d8 белая ладья · a7 чёрная пешка · c7 чёрная пешка · g7 чёрный конь · a6 чёрный король · d6 чёрная пешка · a5 белая пешка · a4 белый король · c4 белая пешка | d8 белая ладья · a7 чёрная пешка · c7 чёрная пешка · g7 чёрный конь · a6 чёрный король · d6 чёрная пешка · a5 белая пешка · a4 белый король · c4 белая пешка | 4 |
| 3 | d8 белая ладья · a7 чёрная пешка · c7 чёрная пешка · g7 чёрный конь · a6 чёрный король · d6 чёрная пешка · a5 белая пешка · a4 белый король · c4 белая пешка | d8 белая ладья · a7 чёрная пешка · c7 чёрная пешка · g7 чёрный конь · a6 чёрный король · d6 чёрная пешка · a5 белая пешка · a4 белый король · c4 белая пешка | d8 белая ладья · a7 чёрная пешка · c7 чёрная пешка · g7 чёрный конь · a6 чёрный король · d6 чёрная пешка · a5 белая пешка · a4 белый король · c4 белая пешка | d8 белая ладья · a7 чёрная пешка · c7 чёрная пешка · g7 чёрный конь · a6 чёрный король · d6 чёрная пешка · a5 белая пешка · a4 белый король · c4 белая пешка | d8 белая ладья · a7 чёрная пешка · c7 чёрная пешка · g7 чёрный конь · a6 чёрный король · d6 чёрная пешка · a5 белая пешка · a4 белый король · c4 белая пешка | d8 белая ладья · a7 чёрная пешка · c7 чёрная пешка · g7 чёрный конь · a6 чёрный король · d6 чёрная пешка · a5 белая пешка · a4 белый король · c4 белая пешка | d8 белая ладья · a7 чёрная пешка · c7 чёрная пешка · g7 чёрный конь · a6 чёрный король · d6 чёрная пешка · a5 белая пешка · a4 белый король · c4 белая пешка | d8 белая ладья · a7 чёрная пешка · c7 чёрная пешка · g7 чёрный конь · a6 чёрный король · d6 чёрная пешка · a5 белая пешка · a4 белый король · c4 белая пешка | 3 |
| 2 | d8 белая ладья · a7 чёрная пешка · c7 чёрная пешка · g7 чёрный конь · a6 чёрный король · d6 чёрная пешка · a5 белая пешка · a4 белый король · c4 белая пешка | d8 белая ладья · a7 чёрная пешка · c7 чёрная пешка · g7 чёрный конь · a6 чёрный король · d6 чёрная пешка · a5 белая пешка · a4 белый король · c4 белая пешка | d8 белая ладья · a7 чёрная пешка · c7 чёрная пешка · g7 чёрный конь · a6 чёрный король · d6 чёрная пешка · a5 белая пешка · a4 белый король · c4 белая пешка | d8 белая ладья · a7 чёрная пешка · c7 чёрная пешка · g7 чёрный конь · a6 чёрный король · d6 чёрная пешка · a5 белая пешка · a4 белый король · c4 белая пешка | d8 белая ладья · a7 чёрная пешка · c7 чёрная пешка · g7 чёрный конь · a6 чёрный король · d6 чёрная пешка · a5 белая пешка · a4 белый король · c4 белая пешка | d8 белая ладья · a7 чёрная пешка · c7 чёрная пешка · g7 чёрный конь · a6 чёрный король · d6 чёрная пешка · a5 белая пешка · a4 белый король · c4 белая пешка | d8 белая ладья · a7 чёрная пешка · c7 чёрная пешка · g7 чёрный конь · a6 чёрный король · d6 чёрная пешка · a5 белая пешка · a4 белый король · c4 белая пешка | d8 белая ладья · a7 чёрная пешка · c7 чёрная пешка · g7 чёрный конь · a6 чёрный король · d6 чёрная пешка · a5 белая пешка · a4 белый король · c4 белая пешка | 2 |
| 1 | d8 белая ладья · a7 чёрная пешка · c7 чёрная пешка · g7 чёрный конь · a6 чёрный король · d6 чёрная пешка · a5 белая пешка · a4 белый король · c4 белая пешка | d8 белая ладья · a7 чёрная пешка · c7 чёрная пешка · g7 чёрный конь · a6 чёрный король · d6 чёрная пешка · a5 белая пешка · a4 белый король · c4 белая пешка | d8 белая ладья · a7 чёрная пешка · c7 чёрная пешка · g7 чёрный конь · a6 чёрный король · d6 чёрная пешка · a5 белая пешка · a4 белый король · c4 белая пешка | d8 белая ладья · a7 чёрная пешка · c7 чёрная пешка · g7 чёрный конь · a6 чёрный король · d6 чёрная пешка · a5 белая пешка · a4 белый король · c4 белая пешка | d8 белая ладья · a7 чёрная пешка · c7 чёрная пешка · g7 чёрный конь · a6 чёрный король · d6 чёрная пешка · a5 белая пешка · a4 белый король · c4 белая пешка | d8 белая ладья · a7 чёрная пешка · c7 чёрная пешка · g7 чёрный конь · a6 чёрный король · d6 чёрная пешка · a5 белая пешка · a4 белый король · c4 белая пешка | d8 белая ладья · a7 чёрная пешка · c7 чёрная пешка · g7 чёрный конь · a6 чёрный король · d6 чёрная пешка · a5 белая пешка · a4 белый король · c4 белая пешка | d8 белая ладья · a7 чёрная пешка · c7 чёрная пешка · g7 чёрный конь · a6 чёрный король · d6 чёрная пешка · a5 белая пешка · a4 белый король · c4 белая пешка | 1 |
|   | a | b | c | d | e | f | g | h |   |

Этот этюд — образец захватывающей борьбы, остроумной с обеих сторон и напряжённой до последнего момента. В начальной позиции чёрные собираются перевести коня на поле c5, после чего ничья им обеспечена.

Решение.

1. c5! Кe6 (после 1…dc 2. Лd7 Кe6 3. Лe7 белые выигрывают без труда)

2. cd!! К:d8

3. dc Кb7!

4. c8Л! К:a5

5. Лc5! Кb7

6. Лc6×

## Книги
- Селезнев А. С. 100 шахматных этюдов, М. — Л., 1940.
  - (переиздание) Творчество мастера А. Селезнева // Сборник шахматных задач, этюдов, головоломок.— М.: АСТ; Донецк: Сталкер, 2004.— С. 125—182. ISBN 5-17-023427-9 (АСТ). ISBN 966-696-464-3 (Сталкер). Здесь перепечатан текст книги Селезнёва 1940 г.
  - (переиздание) Алексей Селезнев. 100 шахматных этюдов. Практикум по эндшпилю. М.: Русский Шахматный Дом, 2013. 104с. ISBN 978-5-94693-278-3.